# Pabellón de Chile en la Exposición de 1929

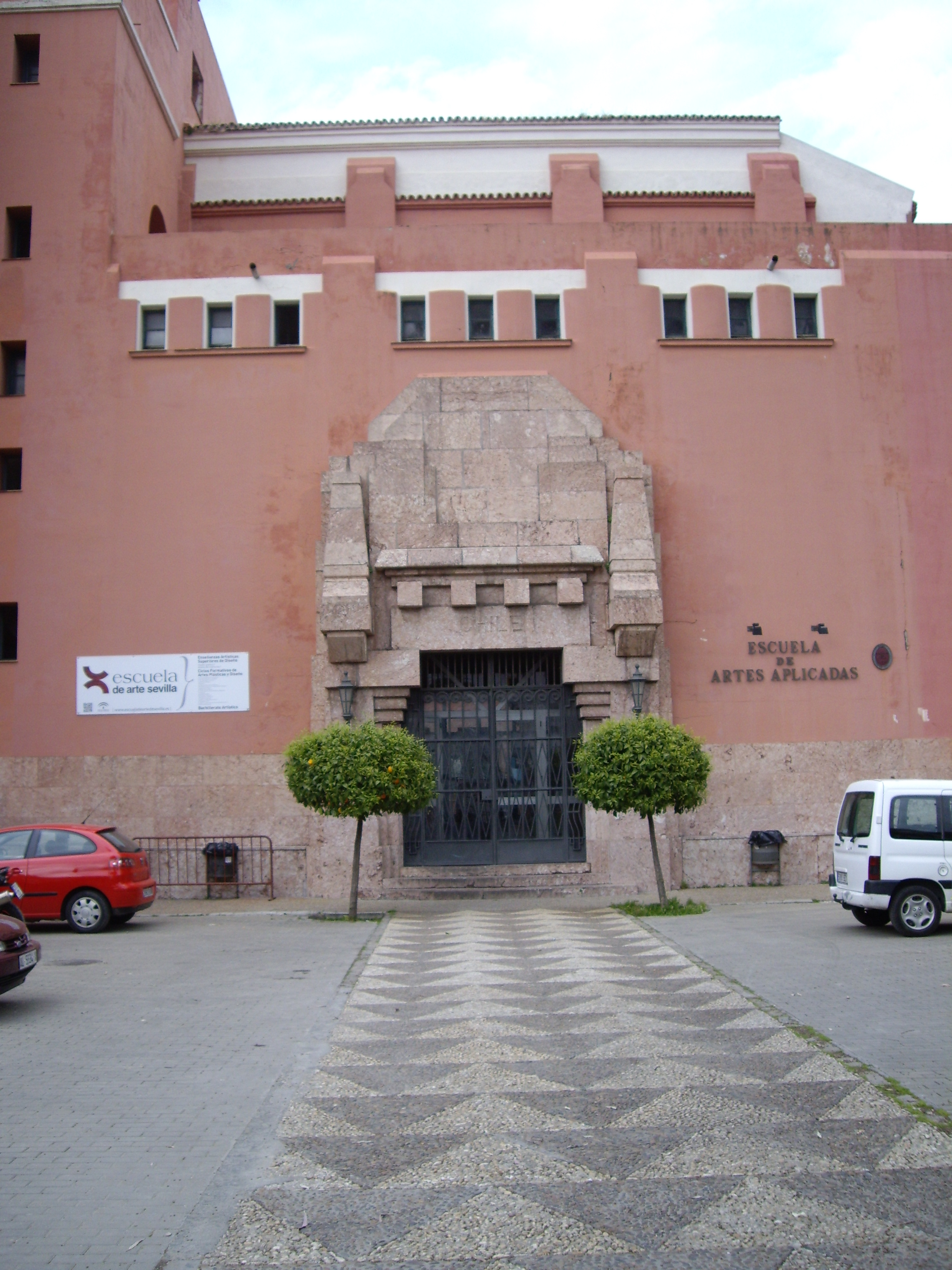
Entrada del Pabellón de Chile de la Exposición Iberoamericana de 1929 de Sevilla

El pabellón de Chile de la Exposición Iberoamericana de Sevilla de 1929 es obra del arquitecto chileno de origen español, Juan Martínez Gutiérrez. Es la actual Escuela de Arte de Sevilla.

## Situación
Se encuentra ocupando una manzana, que da a la calle La Rábida y las avenidas de Perú, Uruguay y Chile.
Su ubicación quedaba cercana a los otros pabellones internacionales en la muestra de Pabellón de Estados Unidos, Pabellón de Perú y Uruguay, así como al teatro Lope de Vega y el Casino de la Exposición.

## Historia

### Construcción
El 19 de noviembre de 1924 fue invitado oficialmente el Gobierno de la República de Chile por el de España a participar en la Exposición, aceptando este el ofrecimiento el 21 de enero de 1926.
En 1927 la Asociación de Arquitectos de Chile organizó un concurso de proyectos, en cuyas bases se especificaba que sería una edificación permanente, que se resuelve el 19 de agosto; el proyecto de Juan Martínez Gutiérrez, profesor de Construcción Decorativa de la Universidad de Santiago, con pequeñas modificaciones, sería el ganador del concurso por unanimidad. Aunque hubo algo de polémica cuando se dio a conocer al público al considerarse que tenía un cierto aire morisco que no daba la imagen que la sociedad chilena quería dar de su país. El inicio de las obras se ponen en marcha en 1927, tras conocerse el fallo del concurso, trasladándose a Sevilla el arquitecto Martínez Gutiérrez el 31 de octubre. 
El Ayuntamiento de Sevilla les cedería los terrenos para la construcción de su pabellón el 28 de noviembre de ese mismo año; haciéndose entrega de la parcela el día 29 en presencia de Carlos de Borbón y Borbón, Infante de España, Emilio Rodríguez Mendozadon, ministro plenipotenciario de Chile, José Cruz Conde, comisario regio de la exposición, Nicolás Díaz Molero, alcalde de Sevilla, y el arquitecto. Aunque las obras realmente no comenzarán a ejecutarse hasta el 4 de agosto de 1928, sin aparente justificación.
Sin embargo, surgieron complicaciones de orden económico; así habrá que modificar algunos aspectos del plan original, la empresa constructora presentó su renuncia el 21 de diciembre paralizando las obras e incluso cesa el arquitecto cuatro meses antes de finalizar la obra. El arquitecto había realizado unas modificaciones respecto al planteamiento inicial que suponían un aumento en el gasto presupuestado de 1 300 000 pesetas; en Chile se tenía gran interés en dar una buena imagen en la Exposición y se amplió el presupuesto resultando el coste final de la edificación de 1 800 000 pesetas, no obstante fue a costa del cese de Martínez Gutiérrez, que fue sustituido por el arquitecto sevillano Casto Fernández Shaw.
Martínez Gutiérrez tenía la concepción del planteamiento original como un anteproyecto, es decir, unas trazas generales que podrían ajustarse, adaptándose en función de las necesidades reales que en la ejecución se viesen pertinentes; entre tales necesidades las propias del programa expositivo, imprescindible para el autor de la obra su conocimiento y que no se había aún definido por el comité chileno. Gran parte del desajuste se debió a una demora en la construcción causada porque el arquitecto prefirió hacer acopio de materiales antes que nada en previsión de la plausible carencia de los mismos una vez comenzaran las obras monumentales de la exposición que podrían poner en riesgo la provisión de estos; por otro lado, gracias al material seleccionado, la obra una vez se comenzara sabía que se ejecutaría con gran rapidez, a un ritmo muy superior al de otros pabellones cuya fábrica era de ladrillo visto.
Sería este acúmulo de material el que ocasionaría el déficit que condujo a la retirada de la instructora por los impagos, conflicto que tardaría en resolverse y en el que hubo que buscar una mediación para resolver el conflicto, siendo uno de los mediadores el propio Fernández Shaw, haciéndose cargo de la obra después del abono la cuantía requerida otra empresa.
Las modificaciones fueron un punto de desencuentro con las instituciones chilenas, pues se consideró que no se había ceñido al proyecto original, así el ala que estaría destinada a espacio consular, en origen a la derecha del patio, finalmente se había ubicado en el otro extremo, al otro lado del edificio destinado a las exposiciones (quedando junto a la calle de La Rábida). Otro punto de fricción es que Martínez Gutiérrez obligó a que los decoradores chilenos de los elementos de la fachada se desplazaran a Sevilla para hacer su trabajo, bajo su supervisión directa, además pretendió infructuosamente seleccionar a artistas españoles para dicha labor; cuando en Chile se hubiera preferido que se produjesen en casa. Todo ello condujo a su cese, el cual no parece que a Martínez Gutiérrez le supusiera una sorpresa.
El nuevo encargado de la obra, Fernández Shaw, tras más de dos meses de paralización reanuda las obras, pero a pesar de ajustarse a la idea original no pudo concluirlas para la fecha de inauguración del evento. De este modo, el edificio se termina en mayo pero el proyecto no se completaría hasta mediados de agosto de 1929.

### Exposición Iberoamericana
Durante la muestra se presentó una amplia colección, distinguiéndose varias secciones en ella:
- Sección de industria:
  - Proceso de extracción y elaboración del salitre.
  - 530 productos farmacéuticos derivados del yodo y sus aplicaciones ganaderas.
  - Maquinaria pesada, tejidos, cuero, calzado, etcétera.
  - Muestras de la escuela de artes y oficios de Santiago, sobre acero, cobre y otros materiales.
- Sección de vinos, conservas y productos alimentarios: Presentación de veinte bodegas y cuarenta empresas conserveras.
- Salón de la prensa:
  - Retrospectiva del diario decano de la prensa de América del Sur «El Mercurio».
  - Selección de periódicos y revistas.
- Sección turismo: Fotografías de las playas y paisajes de Chile y de su oferta turística.
- Salón del cobre: Tenida por la exposición de mayor interés del pabellón, mostraba la evolución del mineral desde la extracción hasta el producto final.
- Sección de fomento: Mapa de las líneas de vapores chilenas para el comercio exterior.
- Salón de la Minería: Colección de minerales.
- Salón de Geografía e Historia:
  - Evolución urbanística de Santiago, mapa en relieve de Chile, biblioteca de obras antiguas, etc.
  - Evolución etnológica, la vida de la mujer a lo largo de la historia chilena.
- Sección de Bellas Artes: Con 170 pinturas y 24 esculturas del Museo de Bellas Artes de Santiago y de artistas contemporáneos.
- Sección de Instrucción y Bienestar: Estado de la enseñanza en Chile y nuevas técnicas pedagógicas.
- Sección de vías de comunicación: Estadísticas sobre sus vías.
- Sección de bosque, pesca y caza: Colección de peces, aves y mariscos embalsamados.
- Sección de Agricultura y Ganadería: Gráficos, muestras y maquetas.
- Sección de Arte Araucano y popular: Colecciones de tejidos, alfarería y plata araucana.
- Salón de reproducciones: En el segundo piso y con aforo para 300 personas.

Se decoraba el interior con siete obras pictóricas, murales de grandes dimensiones que pasarían a quedar expuestas posteriormente en la Universidad de Talca en Chile, de los artistas chilenos Laureano Ladrón de Guevara Romero y Arturo Gordon Vargas, quienes obtuvieron el primer premio, compartido, con la medalla de oro de la Exposición.
Otras actividades que se desarrollaron durante la Iberoamericana fueron la publicación de un libro en inglés sobre Chile y la celebración del 21 al 26 de octubre de la semana en honor a la República de Chile.

### Después de la muestra
Tras finalizar la muestra, el Día de la Hispanidad de 1935 cedió el Gobierno chileno el edificio y los terrenos anejos al español -no así la sede consular- escriturándose por 1 640 375 pesetas, para instalar en ellos una escuela de artes y oficios aplicados: aunque durante la guerra serían utilizados como hospital antes de destinarse a los usos docentes convenidos cuando concluyó la contienda.
En los años 1950 fue acuertalemiento y de 1961 a 1963 albergó al instituto San Isidoro de enseñanza media al estar su sede en obras.
Para adaptarlo a su fin educativo se realizaron modificaciones puntuales en 1982, y más tarde reparaciones en 1987, 2006 y 2008, aunque es de los mejor conservados gracias al tipo de material de fábrica.
En este edificio se ubican el consulado de Chile y la escuela de Arte de Sevilla.

## Pabellón
Es el único pabellón vanguardista de la exposición, enmarcándose en el «Art Decó», incluso en sus elementos decorativos, como la forja; en el edificio se pretende representar por un lado a la cordillera andina y por otra a la llanura costera, lo cual se logra mediante una composición de volúmenes con un escalonamiento constante que culminan con su torre,

El conjunto encuadrado en los jardines interpretará el espíritu chileno, sin recurrir para ello a motivos coloniales, sino a agrupaciones de volúmenes y trozos de escultura y pintura capaces de sugerir el ambiente de un pueblo y de hacernos adivinar su cultura. Expresar los plácidos remansos de las costas chilenas y la orografía titánica de los Andes, componiendo de forma casi escultórica las masas grises y blancas, que van ascendiendo hasta culminar en la fuerte torre…
Juan Martínez Gutiérrez. El Liberal, 1 de noviembre de 1928.

A pesar de los problemas de financiación durante su construcción, este pabellón de hormigón será el más grandioso de los edificados por los países extranjeros para el evento, con tres plantas y una torre de 50 metros de altura; siendo el más extenso de ellos, con una superficie construida de 2687,5 m² que se levanta sobre un terreno de 5699 m².
La estructura es un entramado de pilares y vigas de hormigón, con forjado de dicho material; salvo en las zonas nobles donde se emplea la madera y en ciertas partes se añade artesonado. Las cubiertas son de cerchas de madera las inclinadas y nuevamente de hormigón las planas, resueltas a la andaluza. Las columnas del patio son de piedra gris y roja.
La portada, de estilo precolombino, es monumental y de color roja como el zócalo externo. También existen grandes bloques de cantería con decoración indígena. Destacan los estucos, que varían gradualmente del gris en la base al blanco en la parte superior, si bien en algunos lugares rematado en rojo.
Los vanos de la puerta principal tienen forma trapezoidal que disminuyen la longitud del dintel de piedra, siendo su labrado en sillares isódomos.
Los contrafuertes empleados en fachadas y patio son estilizados y, aunque modificados, actúan como una referencia simbólica a una característica de la arquitectura chilena.
En tanto que en su interior se juega con las líneas rectas y curvas, generándose en sus volúmenes arcos y bóvedas. La tribuna del salón principal, que se encuentra en la entrada del edificio, se sustenta por una bóveda sobre arcos rebajados, conformando un espacio de menor escala respecto al enorme interior.
Hay elementos que poseen rasgos, como pueden ser el artesonado del salón principal, el arranque de la escalera o varios ornamentos -frisos y rejas- de evidente inspiración en la arquitectura colonial.